# ハーマンズ・ハーミッツ
ハーマンズ・ハーミッツ（Herman's Hermits）は、イギリスのバンド。1960年代にブリティッシュ・インヴェイジョンのバンドとして活動した。

## 歴史
1964年8月に発表したデビュー曲「朝からゴキゲン」がイギリスで大ヒットし、翌1965年にはビートルズの成功に続くべく、ブリティッシュ・インヴェイジョンのバンドとして、アメリカに進出した。ヴォーカルのピーター・ヌーンのアイドル的ルックスと、清潔感のある親しみやすいイメージで高い人気を博し、「ハートがドキドキ」「ミセス・ブラウンのお嬢さん」「ヘンリー8世君」など多くの全米トップ10ヒット曲を連発した。1965年から1966年にかけてアメリカで大きな人気を獲得し、1966年にはMGMから主演映画『ホールド・オン!』が封切られ、2月に来日公演を果たす。
1967年には「見つめあう恋」が大ヒットするも、以後の全米ツアーでは前座だったザ・フーやマッシュマッカーン（カナダ）に食われるなど、かつての勢いはなくなる。1968年には映画『レッツ・ゴー!ハーマンズ・ハーミッツ』が封切られるも回復策にはならず、「恋は晴れのち曇り」「スリーピー・ジョー」を最後に全米チャートから姿を消した。
1968年に入ってからは本国イギリスで「サンシャイン・ガール」「恋はハプニング」「マイ・センチメンタル・フレンド」などのヒットを放ち続けたが、1971年のシングル「レディ・バーバラ」を最後にヌーンが脱退したことで、グループは事実上の解散を迎えた。
ドラムだったバリー・ホイットワムはグループの名義のみを存続させ、「ハーマンズ・ハーミッツ（Herman's Hermits starring Barry Whitwam）」として活動を継続している。また、ヌーンが独立後に結成したバンドも「ハーマンズ・ハーミッツ（Herman's Hermits starring Peter Noone）」を名乗って活動している。

## メンバー

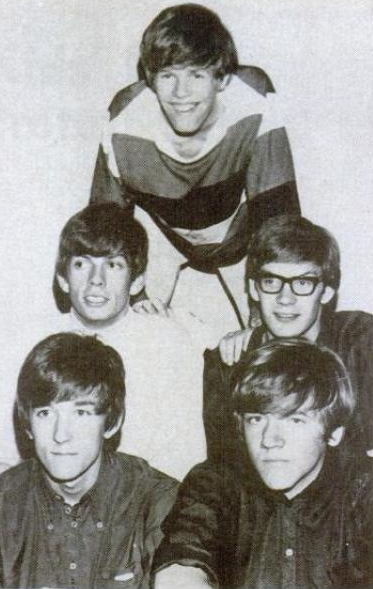
ハーマンズ・ハーミッツのオリジナル・メンバー（1965年）

太字はオリジナル・メンバー。

### 現在のメンバー
- バリー・ホイットワム（1946年7月21日 - ） – ドラム（1964年 – 現在）
- Geoff Foot – リード・ヴォーカル、ベース（1973年 – 現在）
- Kevan Lingard – キーボード、バッキング・ヴォーカル（2006年 – 現在）
- Paul Cornwell - リード・ギター、バッキング・ヴォーカル（2013年 – 現在）

### 過去のメンバー
- ピーター・ヌーン（英語版）（1947年11月5日 - ） – リード・ヴォーカル（1964年 – 1971年、1973年）
- デレク・レッケンビー（英語版）（1943年5月13日 - 1994年6月4日） – リード・ギター（1964年 – 1994年）
- キース・ホプウッド（英語版）（1946年10月26日 - ） – リズム・ギター、バッキング・ヴォーカル（1964年 - 1972年）
- カール・グリーン（英語版）（1947年7月31日 - ） – ベース、バッキング・ヴォーカル（1964年 – 1980年）

## ディスコグラフィ
1. Herman's Hermits
（「ミセス・ブラウンのお嬢さん」「ヘンリー8世君」「この世の果てまで」「フォー・ユア・ラヴ」収録）
2. Both Sides Of Herman's Hermits
（「リッスン・ピープル」「恋のランプ・ポスト」「バス・ストップ」収録）
3. There's A Kind Of Hush (All Over The World)
（「見つめあう恋」「イースト・ウエスト」「二人でいつまでも」「ノー・ミルク・トゥデイ」収録）
4. Blaze
（「恋のミュージアム」「雨にさようなら」収録）
5. Mrs. Brown You've Got A Lovely Daughter （映画『レッツ・ゴー! ハーマンズ・ハーミッツ』サウンドトラック盤）
（「イッツ・ナイス・トゥ・ビー・アウト・イン・ザ・モーニング」収録）